# Reika Hashimoto
Reika Hashimoto (橋本麗香, Hashimoto Reika) nasceu em Tóquio no 25 de dezembro de 1980. É uma modelo e atriz japonesa. O seu pai é americano e o seus avôs são espanhóis. Tem trabalhado como modelo desde os 10 anos de idade e iniciou a sua carreira de actriz no filme Hakuchi (1999). Na televisão, apareceu no Profile da TV Asahi e tem participado em telenovelas chinesas.

## Filmografia
- Hakuchi (A Inocente) (com Tadanobu Asano, diretor Makoto Tezuka, 1999)
- Jikken eiga (Cinema Experimental) (com Masatoshi Nagase, diretor Makoto Tezuka, 1999)
- Hero? Tenshi ni aeba... (Héroi? Si conhecesse um ángel...) (com Takashi Hagino, diretor Kôsuke Tsurumi, 2004)
- Mōju vs Issunbōshi (com Tetsurō Tamba, diretor Teruo Ishii, 2001)
- SURVIVE STYLE 5＋ (com Tadanobu Asano, diretor Gen Sekiguchi, 2004)
- Black Kiss (com Masanobu Andō, diretor Makoto Tezuka, 2006)

## Televisão

### Drama
- Mokuyō no kaidan (Contos de fantasmas das quintas-feiras) (Fuji Television, 1996)
- Ren ren do shuo wo ai ni (人人都说我爱你) (com Zhang Lei, China, 2003)
- Jiang shan mei ren (江山美人) (com Eric Suen, China, 2004)
- Xia ying xian zong (侠影仙踪) (com Zhou Jie e Sun Fei Fei, China, 2004)

### Tokusatsu
- B-Fighter Kabuto (como Sophie Villeneuve, Toei, 1996)

### Variedade
- Wonderful (ワンダフル), TBS, 1996)
- PRO－file (TV-Asahi, até 2004)

## Comerciais
- Bireleys (Asahi Iinryō)
- ANESSA (Shiseidô)
- Skinguard (Johnson)
- KFC
- Casio